# Keqin Hu
Keqin Hu (kinesiska: 克钦湖) är en sjö i Kina. Den ligger i provinsen Heilongjiang, i den nordöstra delen av landet, omkring 250 kilometer nordväst om provinshuvudstaden Harbin. Keqin Hu ligger 144 meter över havet. Arean är 9,9 kvadratkilometer. Omgivningarna runt Keqin Hu är en mosaik av jordbruksmark och naturlig växtlighet. Den sträcker sig 4,4 kilometer i nord-sydlig riktning, och 3,5 kilometer i öst-västlig riktning.
Genomsnittlig årsnederbörd är 675 millimeter. Den regnigaste månaden är juli, med i genomsnitt 223 mm nederbörd, och den torraste är januari, med 5 mm nederbörd.